# Ruspolia seticalyx
Ruspolia seticalyx är en akantusväxtart som först beskrevs av C.B. Ci., och fick sitt nu gällande namn av Milne-redhead. Ruspolia seticalyx ingår i släktet Ruspolia och familjen akantusväxter. Inga underarter finns listade i Catalogue of Life.

## Bildgalleri

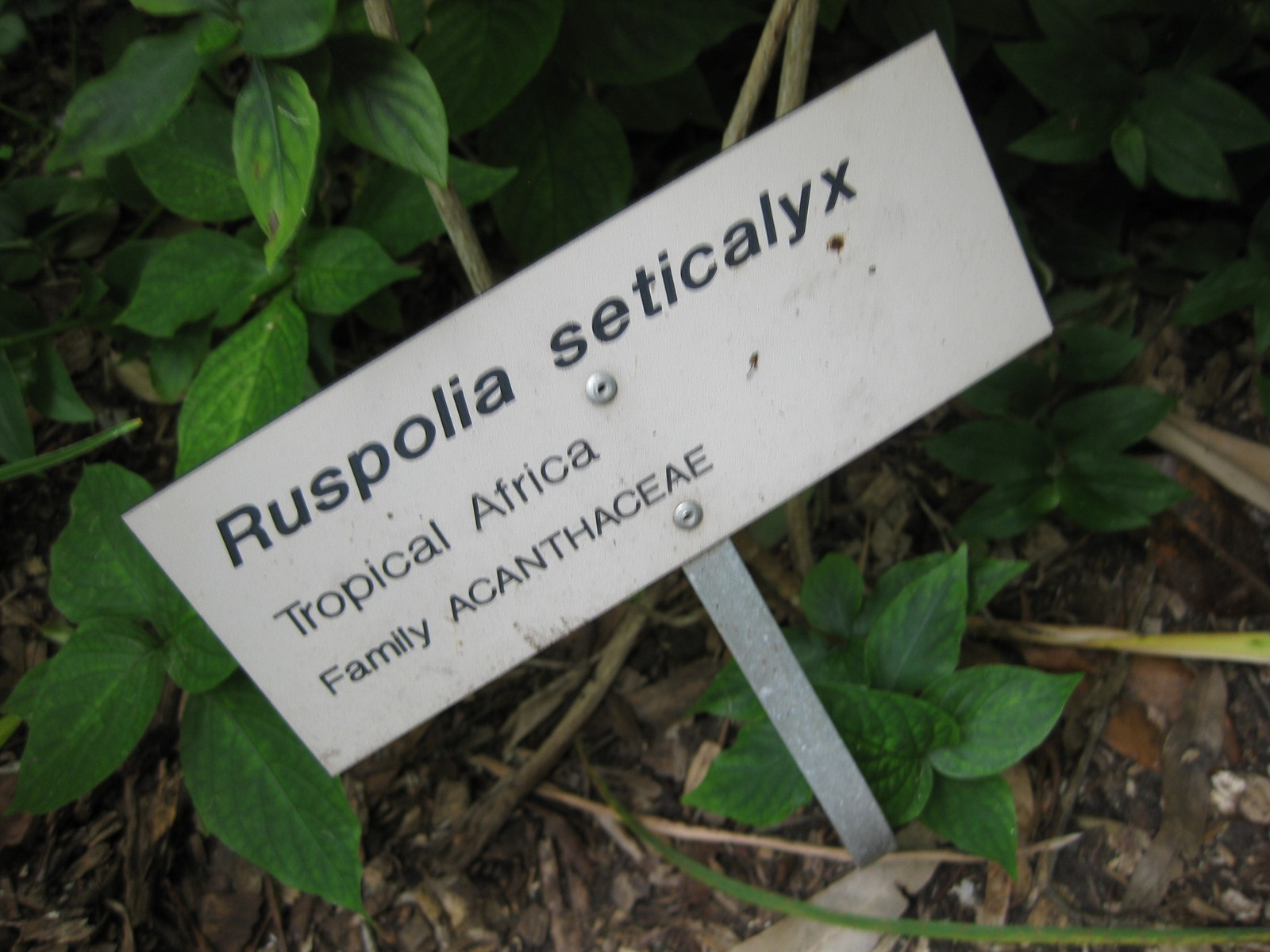
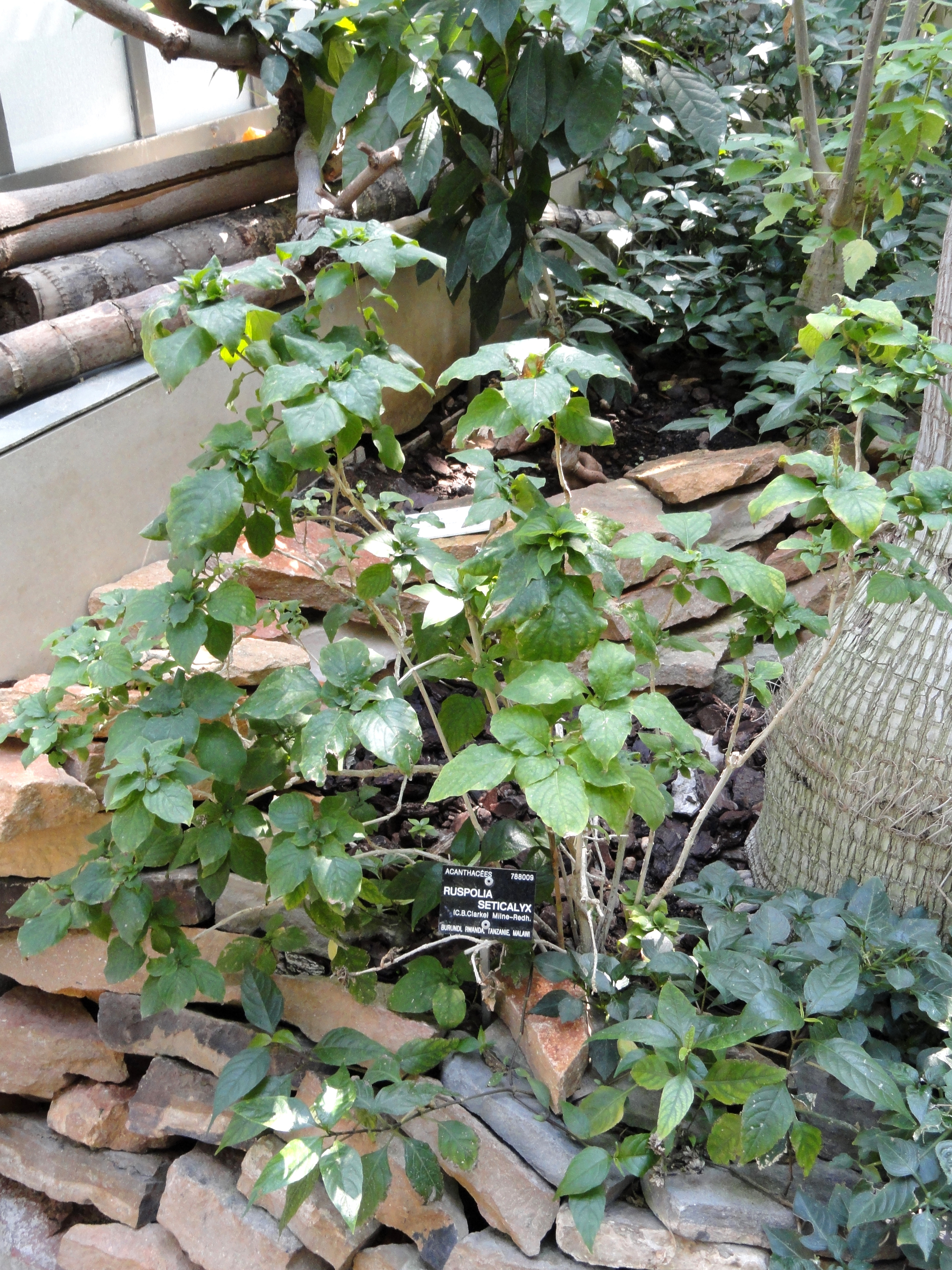
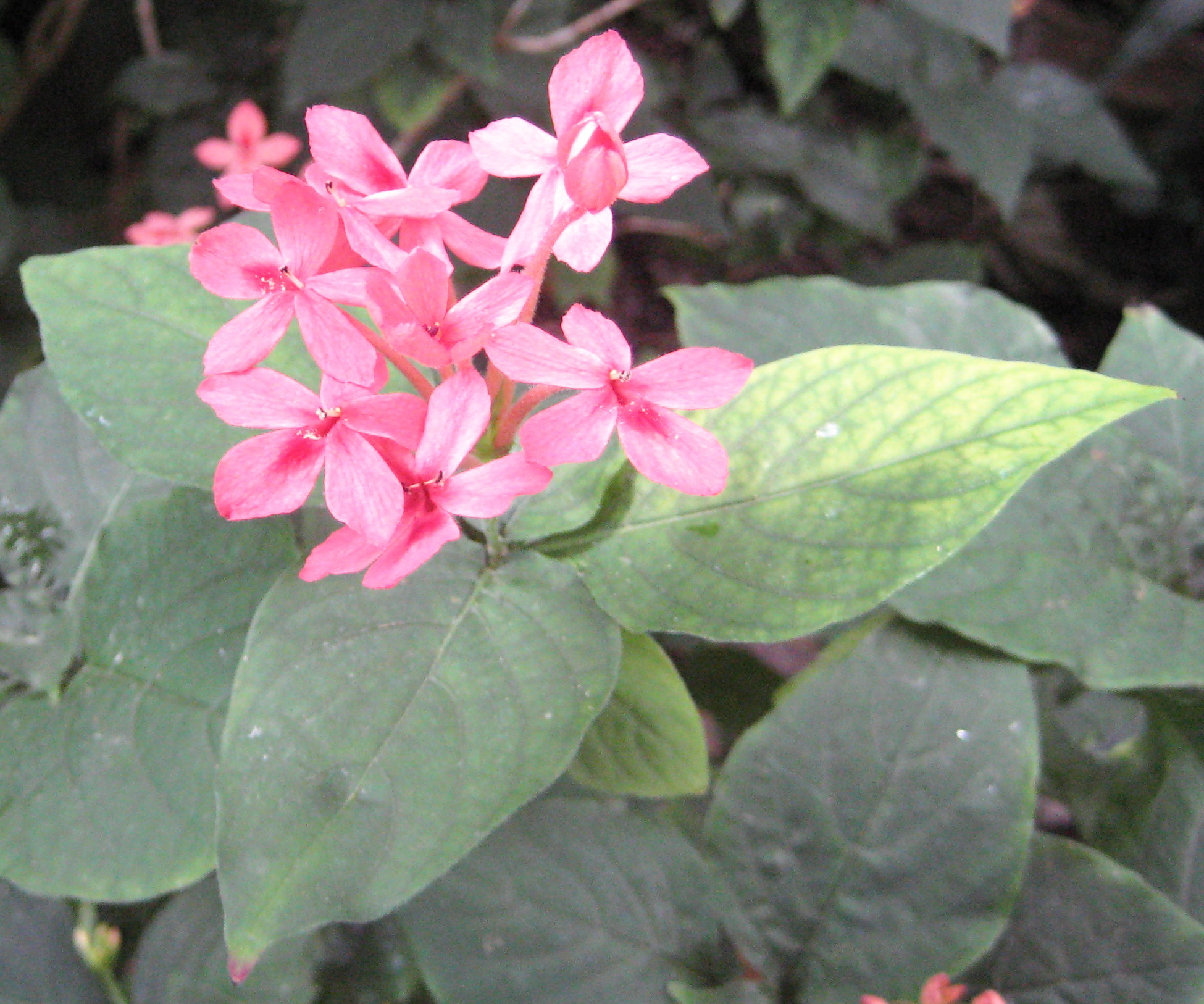
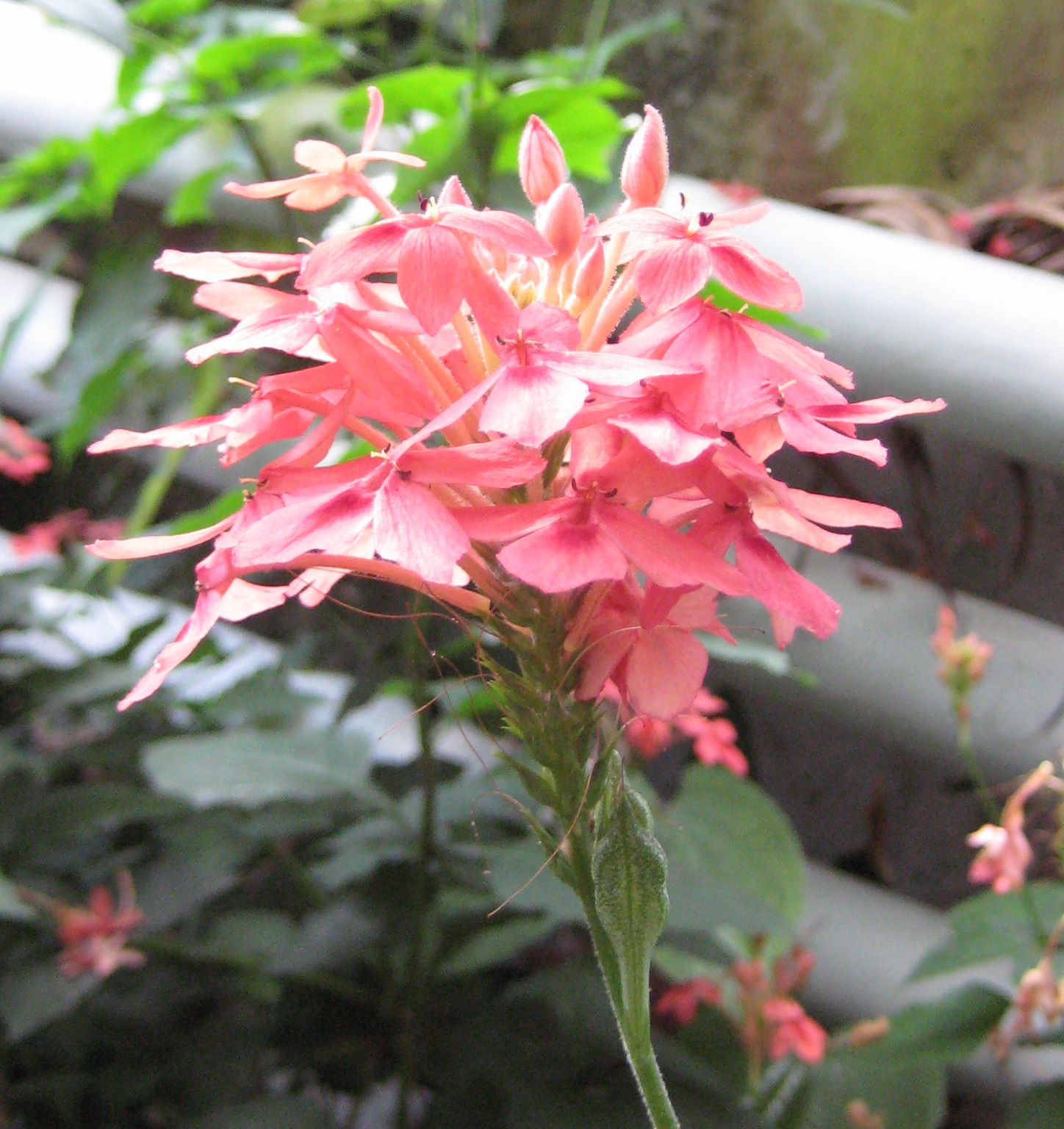